# 阔羽叉蕨
阔羽叉蕨（学名：Tectaria fengii）为叉蕨科叉蕨属下的一个种。